# Zagymnus clerinus
Zagymnus clerinus là một loài bọ cánh cứng trong họ Cerambycidae.